# Великий Тонтой
Великий Тонто́й (рос. Большой Тонтой) — село у складі Шелопугінського району Забайкальського краю, Росія. Входить до складу Мало-Тонтойського сільського поселення.

## Населення
Населення — 192 особи (2010; 217 у 2002).
Національний склад (станом на 2002 рік):
- росіяни — 100 %